# Escales dels Sedassos
Les Escales dels Sedassos és una obra de Tarragona protegida com a Bé Cultural d'Interès Local.

## Descripció
Escales que comuniquen la plaça dels Sedassos amb el carrer dels Ferrers. Permeten salvar el desnivell provocat per les restes de la graderia del Circ romà que perviuen sota les estructures actuals.

## Història
Encara que el 1409 ja hi existien unes escales públiques i la mateixa plaça dels Sedassos, les actuals es construeixen el 1621, prenent-se tal decisió pel benefici i l'embelliment de la ciutat, segons l'acord consistorial del 30 de Març.